# منتخب ناميبيا للكريكت
منتخب ناميبيا الوطني للكريكت (بالإنجليزية: Namibia national cricket team)‏ هو ممثل ناميبيا الرسمي في المنافسات الدولية في الكريكت .